# Villalba (Puerto Rico)
Villalba es un municipio localizado en la región central del Estado Libre Asociado de Puerto Rico. Limita con Orocovis por el norte; con Juana Díaz por el sur y el oeste; y con Coamo por el este.

## Historia
Villalba fue fundado en el 1917 por José R. Figueroa y Walter McJones.

## Bandera
Cuatro rayas horizontales y desiguales en anchura, que de arriba abajo tienen la orden siguiente: verde, blanco, verde y amarillo. En el lado inmediato a la asta de bandera, en la raya superior, aparece, en el color blanco, la estrella del escudo. 

## Escudo
En un campo verde, una villa puertorriqueña del siglo XIX, con seis casas y una iglesia, en plata y rojo: la iglesia está adornada con el escudo de la orden "del Carmelo"; y en la derecha de la parte superior, una estrella plateada. Hay un borde dorado con cinco hojas de higüera (Crescentia cujete L.). A la tapa, hay una corona dorada de tres torres.

## Demografía

### Barrios
Villalba se subdivide en 6 barrios y Villalba Pueblo (el área urbana y el centro administrativo del municipio).
- Caonillas Abajo
- Caonillas Arriba
- Hato Puerco Abajo
- Hato Puerco Arriba
- Vacas
- Villalba Abajo
- Villalba Arriba
- Villalba Pueblo

### Geo/Topografía
- Lago Guayabal
- Lago Toa Vaca
- Bosque Estatal de Toro Negro

## Economía

### Agricultura
- Café, guisantes verdes.

### Industria
- Manufactura: empaquetados de aluminio, maquinaria eléctrica y electrónica, productos nutricionales, aparatos médicos, entre otros.

### Turismo

#### Lugares de interés cultural
- Cascada Doña Juana
- Lago Guayabal
- Valle La Corona
- Lago Toa Vaca
- Bosque Toro Negro
- El Miradero Villalba

#### Festivales y eventos
- Maratón de Puerto Rico - julio
- Festival Areyto - noviembre
- Maratón Carlos Báez - diciembre
- Festival del Gandul - diciembre
- Festival del ñame y la carne frita - noviembre

## Educación
- Distrito Escolar de Villalba (Departamento de Educación de Puerto Rico)
- Colegio de Justicia Criminal de Puerto Rico - Recinto de Villalba (Academia de Policía de Puerto Rico)